# Психологічний роман
Психологічний роман — різновид роману, у якому автор ставить за мету зображення й дослідження «внутрішнього стану людини» й «найтонших порухів її душі». У своїй класичній формі сформувався у французькій і російській літературах у XIX ст. В XX ст. його вплив розповсюдився на світову літературу.
Канонізація психологічного роману досягла такого ступеня, що часто він вважається синонімом роману як такого, а всі інші форми роману ігноруються і нехтуються як неповноцінні (особливо у Бахтіна). З цієї точки зору психологічний роман є найважливішою категорією сучасної нормативної поетики.